# دوسنا
دوسنا (به ایتالیایی: Dossena) یک کومونه در ایتالیا است که در استان برگامو واقع شده‌است.

## خصوصیات
دوسنا ۱۹٫۶ کیلومترمربع مساحت و ۹۶۶ نفر جمعیت دارد و ۹۸۶ متر بالاتر از سطح دریا واقع شده‌است.